# Mihaly Csikszentmihalyi
Mihaly Csikszentmihalyi (29. září 1934 v pův. italském Fiume, dnes chorvatská Rijeka – 20. října 2021, Claremont, USA) byl psycholog maďarského původu, žijící ve Spojených státech, kam emigroval ve věku 22 let. Ve svých výzkumech se zabýval především optimálním prožíváním, založeným na pojmu proudění, a v souvislosti s tím také růstem osobnosti, kreativitou a motivací. Byl jedním z představitelů pozitivní psychologie.

## Proudění
Stav proudění (označovaný také jako plynutí nebo podle anglického názvu flow) používá Csikszentmihalyi pro označení nejlepších okamžiků našich životů, což jsou podle něj „ty, kdy se naše tělo nebo mysl vzepne k hranicím svých možností ve vědomé snaze dosáhnout něčeho obtížného, co stojí za to“.

## Profesní působení
Csikszentmihalyi působil jako vedoucí katedry psychologie na univerzitě v Chicagu. Pracoval na Claremont Graduate University.

## Výběr z díla
- Flow a práce. Překlad: Eva Hauserová. Portál 2017, 248 s. ISBN 978-80-262-1198-3
- Flow. O štěstí a smyslu života. Překlad: Eva Hauserová. Portál 2015, 328 s. ISBN 978-80-262-0918-8
- O štěstí a smyslu života (Flow. The psychology of optimal experience). Nakladatelství Lidové noviny, 1996. ISBN 80-7106-139-5
- Beyond Boredom and Anxiety: Experiencing Flow in Work and Play. San Francisco: Jossey-Bass. ISBN 0-87589-261-2
- Finding Flow: The Psychology of Engagement With Everyday Life. Basic Books. ISBN 0-465-02411-4